# Ledamöter av Europaparlamentet från Danmark 2009–2014
Ledamöter av Europaparlamentet från Danmark 2009–2014 förtecknar ledamöter som representerar Danmark i Europaparlamentet under mandatperioden 2009–2014. Danmark hade under denna mandatperiod 13 mandat..
| Namn                 | Danskt parti            | Grupp i Europaparlamentet | Bild | Kommentar                                                       |
| -------------------- | ----------------------- | ------------------------- | ---- | --------------------------------------------------------------- |
| Margarete Auken      | Socialistisk Folkeparti | EFA                       |      |                                                                 |
| Berndt Berndsen      | Konservative Folkeparti | EPP                       |      |                                                                 |
| Ole Christensen      | Socialdemokraterne      | S&D                       |      |                                                                 |
| Anne Elisabet Jensen | Venstre (Danmark)       | ALDE                      |      |                                                                 |
| Dan Jørgensen        | Socialdemokraterne      | S&D                       |      | Ersatt i december 2013 av Claus Larsen-Jensen                   |
| Rina Ronja Kari      | Folkebevægelsen mod EU  | EUL-NGL                   |      | Ersatt Søren Søndergaard i februari 2014                        |
| Claus Larsen-Jensen  | Socialdemokraterne      | S&D                       |      | Ersatt Dan Jørgensen i december 2013                            |
| Morten Løkkegaard    | Venstre (Danmark)       | ALDE                      |      |                                                                 |
| Morten Messerschmidt | Dansk Folkeparti        | EFD                       |      |                                                                 |
| Jens Rohde           | Venstre (Danmark)       | ALDE                      |      |                                                                 |
| Anna Rosbach         | Oberoende               | ECR                       |      | Invald för Dansk Folkeparti. Oberoende från 2011                |
| Christel Schaldemose | Socialdemokraterne      | S&D                       |      |                                                                 |
| Søren Søndergaard    | Folkebevægelsen mod EU  | EUL-NGL                   |      | Ersatt i februari 2014 av Rina Ronja Kari                       |
| Britta Thomsen       | Socialdemokraterne      | S&D                       |      |                                                                 |
| Emilie Turunen       | Socialdemokraterne      | S&D                       |      | Invald för Socialistisk Folkeparti. Bytt partigrupp i mars 2013 |